# Marek Čech (Slowaaks voetballer)
Marek Čech (Trebišov, 26 januari 1983) is een Slowaaks voetballer (verdediger) die sinds 2013 voor de Italiaanse club Bologna FC 1909 uitkomt. Eerder speelde hij onder andere voor Sparta Praag, FC Porto en West Bromwich Albion.

## Clubcarrière
Met Inter Bratislava werd Čech in 2001 landskampioen en won hij de beker in datzelfde jaar. Bij Sparta Praag werd hij landskampioen in 2005 en met Porto werd hij twee jaar op rij kampioen, in 2006 en 2007. In 2006 won hij tevens de beker met Porto. In 2007 ten slotte won Porto de Supercup.

## Interlandcarrière
Čech speelde sinds 2004 in totaal 52 wedstrijden voor de Slowaakse nationale ploeg. Daarin kon hij vijf doelpunten maken.

## Erelijst
Inter Bratislava
- Slowaaks landskampioen

2001
- Slowaaks bekerwinnaar

2001
 Sparta Praag
- Tsjechisch landskampioen

2005
 FC Porto
- Portugees landskampioen

2006, 2007
- Portugees bekerwinnaar

2006
- Portugese SuperCup

2006